# 스카일러 데이

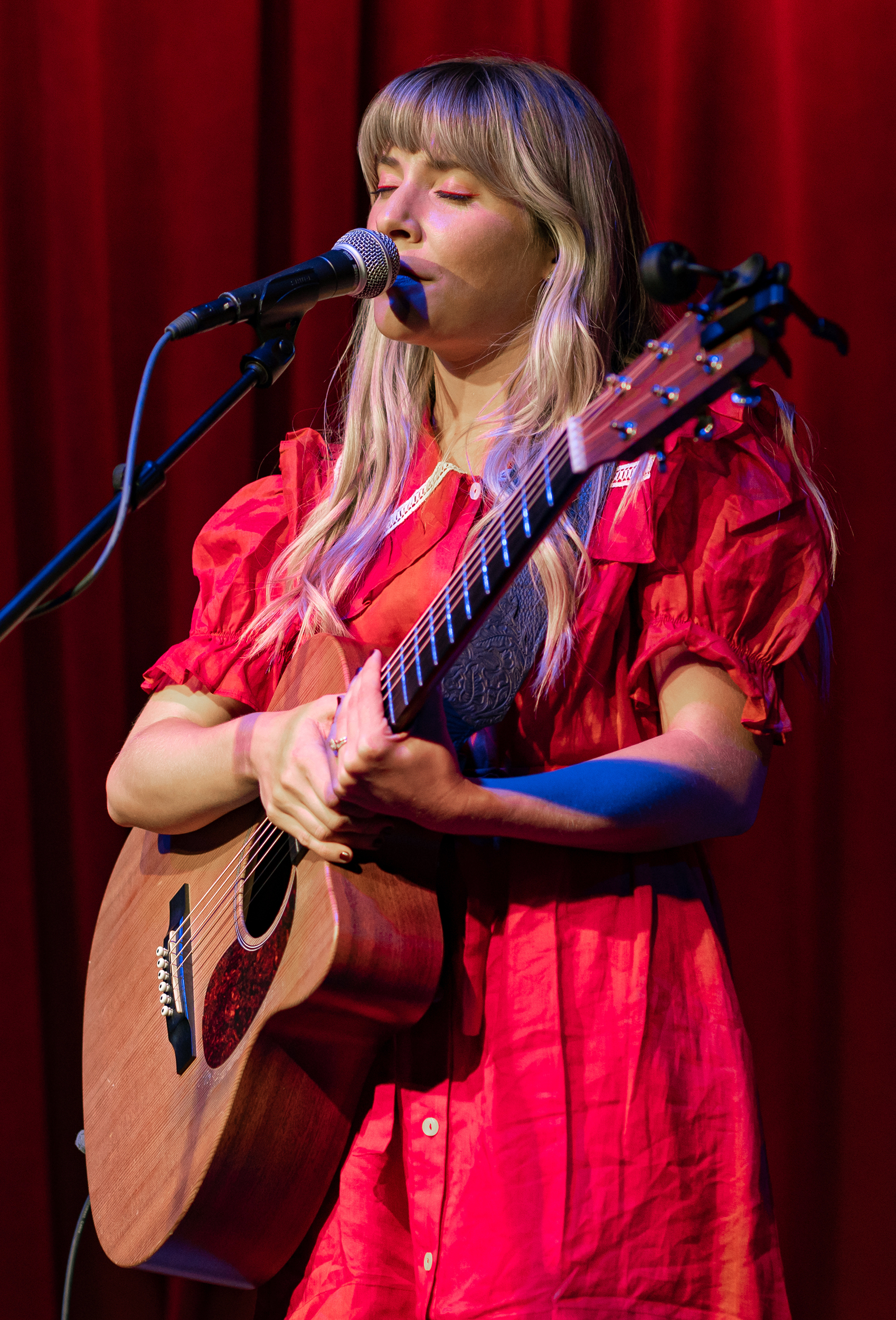

스카일러 데이(Skyler Day, 1991년 8월 2일 ~ )는 미국의 배우, 가수, 텔레비전 배우, 영화배우이다.
커밍에서 태어났다.

## 영화
- 채널링 (2013년) - 애쉬리 매독스 역
- 백라이트 (2010년)